# Fujian Motors Group
Fujian Grupo de Motores  tiene su base en la provincia de Fujian, China y fue fundada en 1992.
Las compañías de grupo incluyen Fujian Tractor (un fabricante de tractores y equipamiento), Fujian Benz (50% coventura con Daimler AG), Soueast Motors (50%) y King Long (un fabricante de autobuses) (13%)

## Brands

### Fujian Benz
Fujian Benz Automotive Co., Ltd., anteriormente Fujian Daimler Automotive Co., Ltd., es una empresa de fabricación de vehículos comerciales ligeros con sede en Fúzhōu, y una empresa conjunta entre la alemana Daimler AG, la empresa estatal China Fujian Motors Group y la Taiwán China Motor Corporation.  La producción en serie de la primera gama de productos de Fujian Daimler, el transportador Viano, comenzó en abril de 2010.

### Soueast Motors
South East (Fujian) Motor Co., Ltd., trading as Soueast, is a Chinese automobile manufacturer based in Fuzhou, Fujian, and a joint venture between China Motor Corporation (25%), Fujian Motor Industry Group (50%) and Mitsubishi Motors (25%). Its principal activity is the design, development, production and sale of passenger cars and minibuses sold under the Soueast marque. It also manufactures Mitsubishi brand passenger cars for sale in mainland China.

### King Long
King Long United Automotive Industry Co., Ltd (en chino, 厦门金龙联合汽车工业有限公司) or commonly known as King Long (en chino tradicional, 金龍; en chino simplificado, 金龙; pinyin, Jīnlóng, literally, Golden Dragon) is a Chinese bus manufacturer headquartered in Xiamen, Fujian. Founded in December 1988, it is focused mainly on developing, manufacturing and selling large-and-medium-sized coaches and light vans. In 2008, King Long had an 18 percent share of the export market in China. Overseas sales contributed 25 percent of King Long's sales.

### Higer
Higer Bus Company Limited, también conocida como Higer Bus, es un fabricante de autobuses chino con sede en Suzhou, provincia de Jiangsu. Fue establecido a finales de 1998. HIGER es el principal exportador de China de autobuseses y autocares.

### Yudo Auto

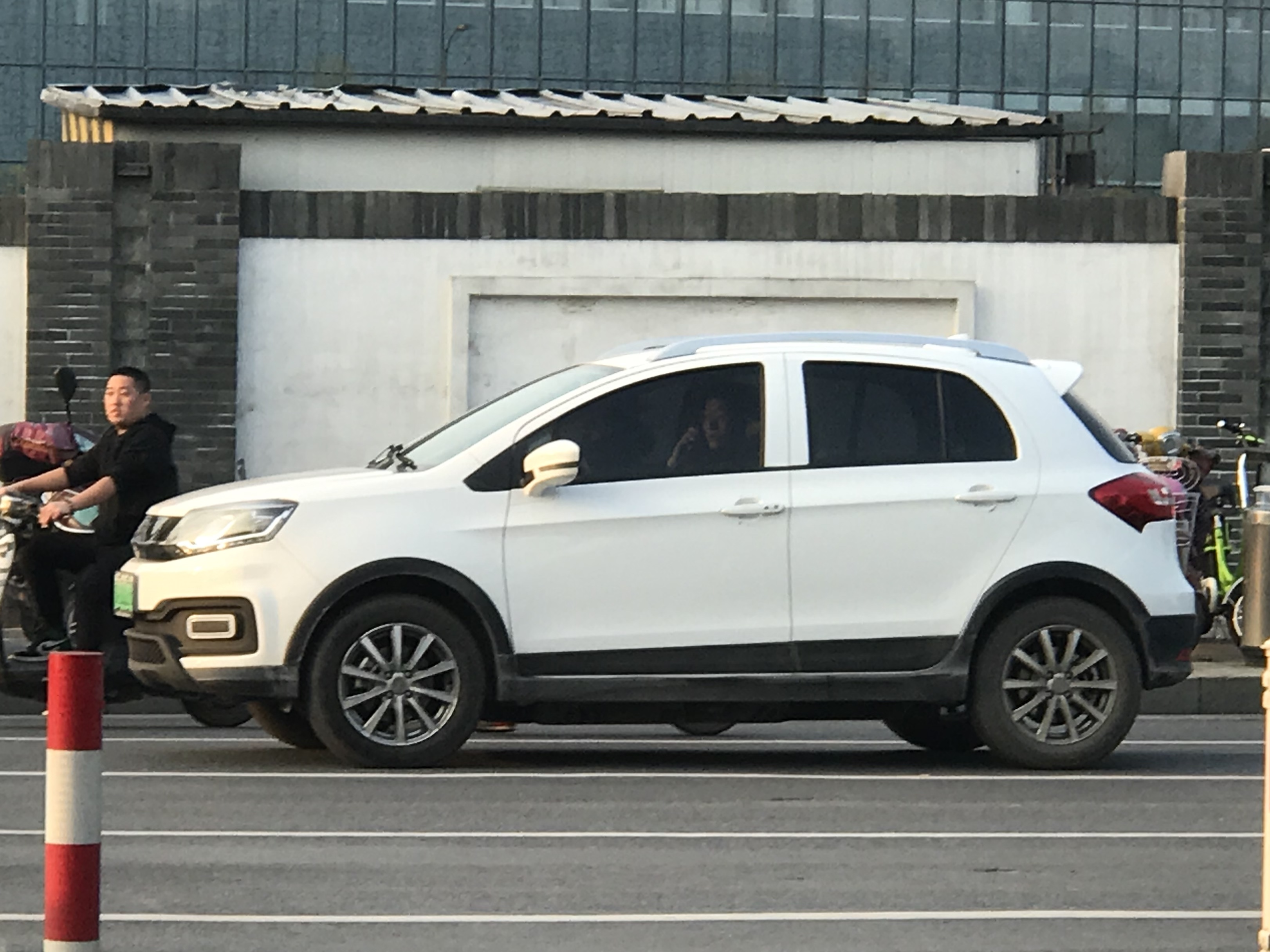
Yudo π1

Fundada el 4 de diciembre de 2015 en Putian, Fujian, Yudo Auto (云度) es una marca de vehículos de nueva energía cuyos principales accionistas son empresas estatales y el gobierno local de Putian, en la provincia de Fujian. Los productos actuales se enumeran a continuación.
- Yudo π1, crossover subcompacto eléctrico inspirado en el Haval H1
- Yudo π3, crossover subcompacto eléctrico
- Yudo V01L, microfurgoneta eléctrica

### Keyton

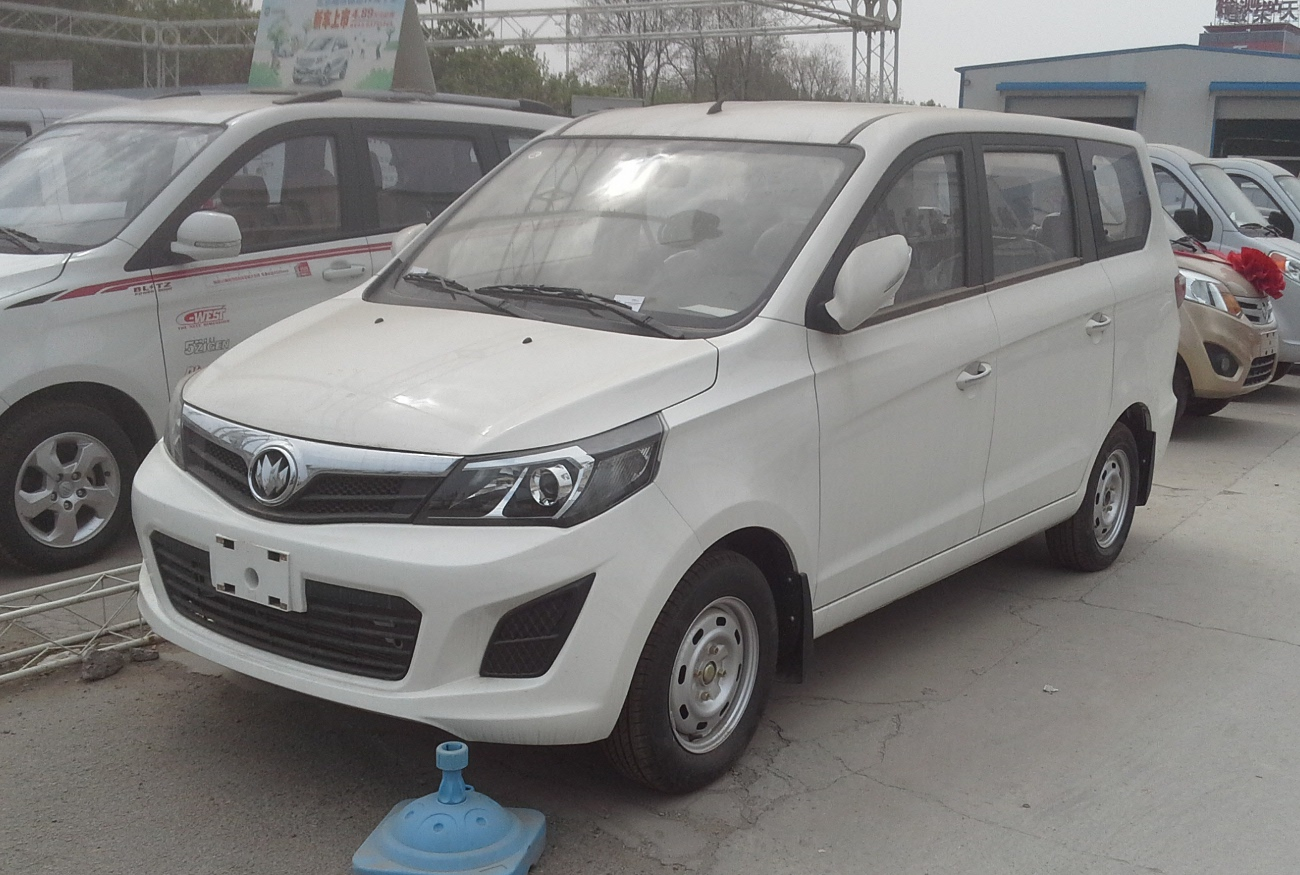
Qiteng/Keyton EX80

Keyton, también conocida como Fujian New Longma (NLM) o Fujian Qiteng (FQT), es una marca de monovolúmenes, minivans y furgonetas. Se vende en el extranjero en varios países en desarrollo, incluido Egipto, Filipinas, Bolivia, y Chile.
En mayo de 2016, la empresa NEVS anunció que se haría cargo de la empresa china New Longma (NLM) tras adquirir el 50% de la planta de fabricación de New Longma. On 12 de mayo de 2016, El contrato formal se firmó en Fujian. El 18 de agosto de 2016, NEVS adquirió oficialmente la empresa de vehículos china New Longma (NLM) en la provincia de Fujian. Al mismo tiempo, NLM firmó el primer contrato con Panda New Energy para el suministro de 35.000 furgonetas logísticas de reparto eléctricas.
- Keyton V60
- Keyton EX80
- Keyton M70